# Austroraptor cabazai
 Austroraptor cabazai es la única especie conocida del género extinto Austroraptor  ("ladrón del sur") de dinosaurio terópodo dromeosáurido, que vivió a finales del período Cretácico, hace aproximadamente entre 71 y 70 millones de años, entre el Campaniense y Maastrichtiense, en lo que es hoy Sudamérica. Austroraptor era un dinosaurio cazador bípedo de proporciones medias , que podría crecer hasta 6.2 metros de largo y con 340 kilogramos de peso corporal. Su tamaño hace de Austroraptor uno de los dromeosáuridos más grandes conocidos, con sólo el Achillobator, Dakotaraptor y Utahraptor acercándose en tamaño, siendo el más grande en ser descubierto en el hemisferio sur. Algo particularmente notable acerca del taxón eran los relativamente cortos antebrazos, de una proporción mucho menor, en comparación con la mayoría de los miembros de su grupo.

## Descripción

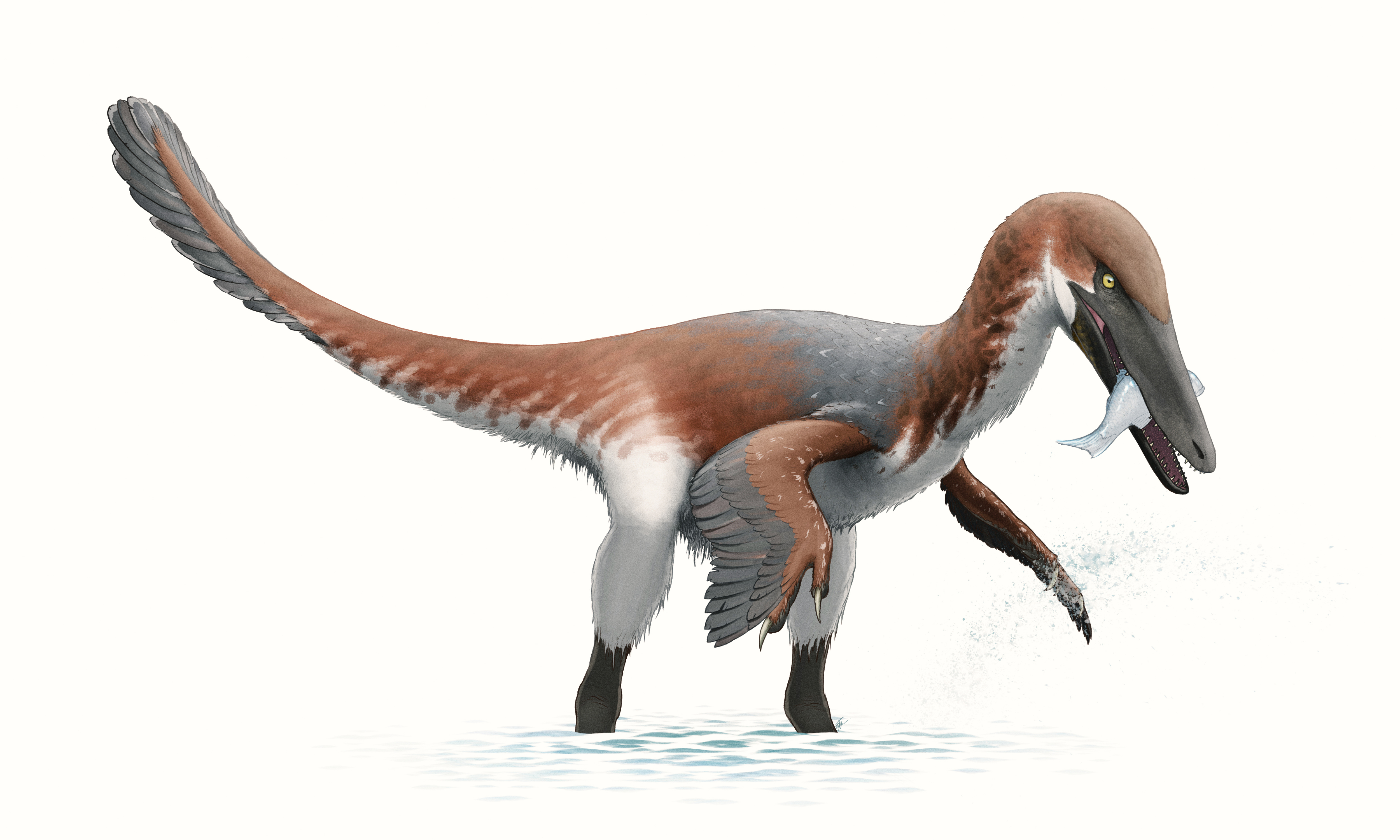
Restauración de un Austroraptor capturando un pez.

Los fósiles de este dinosaurio proporcionan nueva información sobre la evolución de los Unenlagiinae, un grupo de terópodos de Gondwana. El nuevo dinosaurio es el dromeosáurido más grande descubierto en el hemisferio sur. Austroraptor posee características craneales y postcraneales extrañas. Su hocico es largo y bajo, con numerosos dientes pequeños y cónicos, una condición que se asemeja a los espinosáuridos. Sus antebrazos cortos se apartan de la condición característica de largos brazos de todos los dromeosáuridos y de sus parientes aviares cercanos. La corta longitud relativa de sus brazos ha causado que Austroraptor sea comparado a otros dinosaurios de brazos cortos más famosos, como el Tyrannosaurus.
Considerado grande para ser un dromeosáurido, A. cabazai mide alrededor de 6.2 metros de largo desde la cabeza hasta la cola. En 2010, Gregory S. Paul estimó su longitud en 6 metros con un peso a 300 kilogramos. Su cráneo de 80 centímetros de largo es bajo y alargado, mucho más que los de otros dromeosáuridos. Varios de sus huesos del cráneo tenían cierta semejanza con los de los más pequeños troodóntidos. Las extremidades anteriores de esta especie son cortas para un dromeosáurido, con su húmero de menos de la mitad de la longitud de su fémur. Entre los dromeosáuridos solamente A. cabazai, Tianyuraptor y Mahakala tienen extremidades anteriores reducidas de manera similar.
El holotipo, MML-195, consiste en los huesos frontal y postorbital derechos, los lacrimales, maxilares y dentarios con los dientes, surangular derecho y prearticular, las vértebras cervicales 3, 5, 6, 7 y 8, dorsales 2 y 4 y costillas y gastralias aisladas, húmero derecho, ungular manual del dígito III, pubis izquierdo, fémur izquierdo, y tibia, astrágalo, calcáneo, el metatarso III y las falanges I-2 del pedal, II-2, III-4 e IV-2 derechos. 

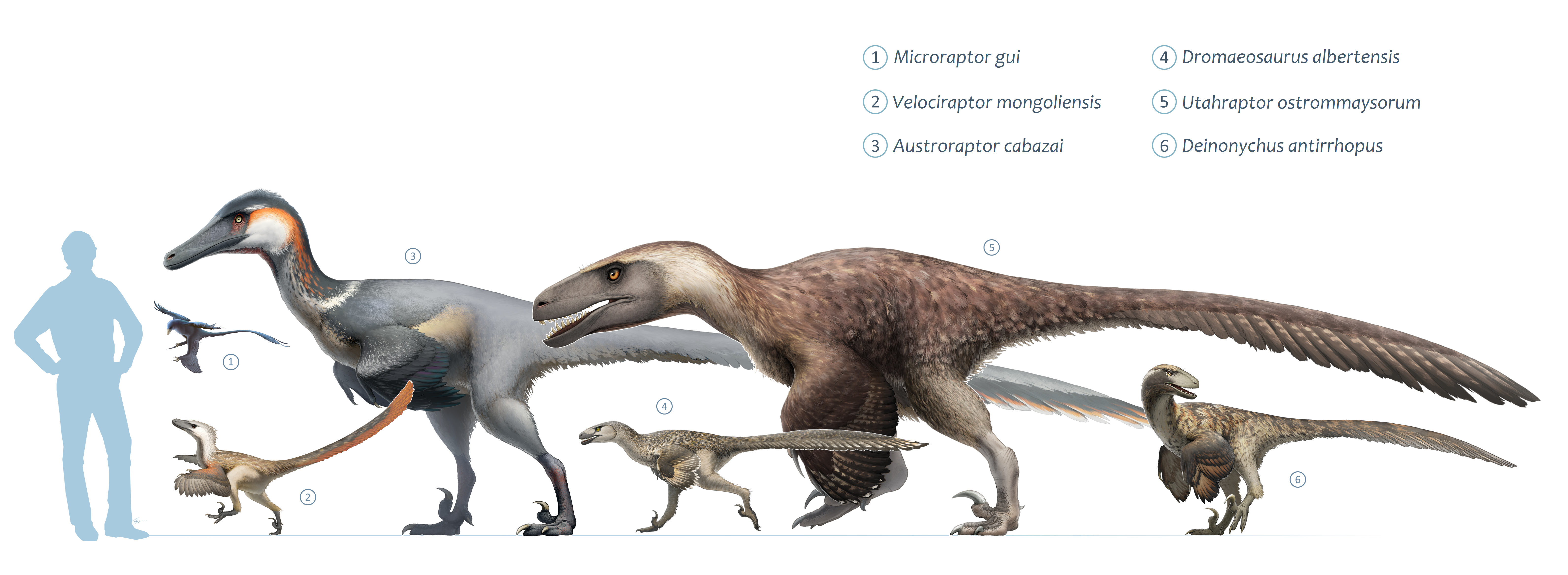
Comparación de tamaño con otros dromeosáuridos.

Austroraptor tenía dientes cónicos, no dentados, que Novas et al. compararon con los de los espinosáuridos, en función de cómo el esmalte es estriado por la superficie de los dientes. Comparte un rasgo que es única con Adasaurus mongoliensis, el proceso descendente del hueso lagrimal altamente neumatizado, con el proceso descendente curvado fuertemente hacia rotral, y el proceso caudal saliendo horizontalmente sobre la órbita, que lo diferencia de los dromeosáuridos de Laurasia, pero desconocido para otros unenlagiínidos. Austroraptor tiene una extraña morfología en sus falanges, que son extrañamente desproporcionadas. Falange IV-2 es más del doble del ancho de la falange II-2, y casi tres veces la anchura esperada basada en los miembros de similar tamaño de su familia taxonómica. Esto ha sugerido a algunos investigadores que el espécimen holotipo es una quimera, lo que significa que sus huesos pueden ser de más de un individuo. En 2012, la comparación con una segunda muestra mostró que el cuarto dedo del pie no era especialmente amplio, la segunda falange pretendida había sido de hecho una primera falange.<name="Currie2012"/> En el postorbital falta el proceso dorsomedial para la articulación con el frontal, y el proceso escamoso reducido extremadamente, otra característica única. Los dientes maxilares y dentarios son pequeños, cónicos, desprovistos del borde aserrado para rasgar carne, y provistos de surcos, como en Buitreraptor, lo que sugiere una alimentación piscívora. El húmero es corto, midiendo levemente menos del 50 por ciento de la longitud del fémur, un cociente más pequeño que en otros dromeosáuridos y paravianos. La falange II-2 del pedal estrecha transversalmente, poniéndose en contraste con la extremadamente robusta falange IV-2, que lo diferencia de otros dromeosáuridos, incluyendo unenlaginos, pero asemejándose a la condición de los troodóntidos avanzados.

## Descubrimiento e investigación

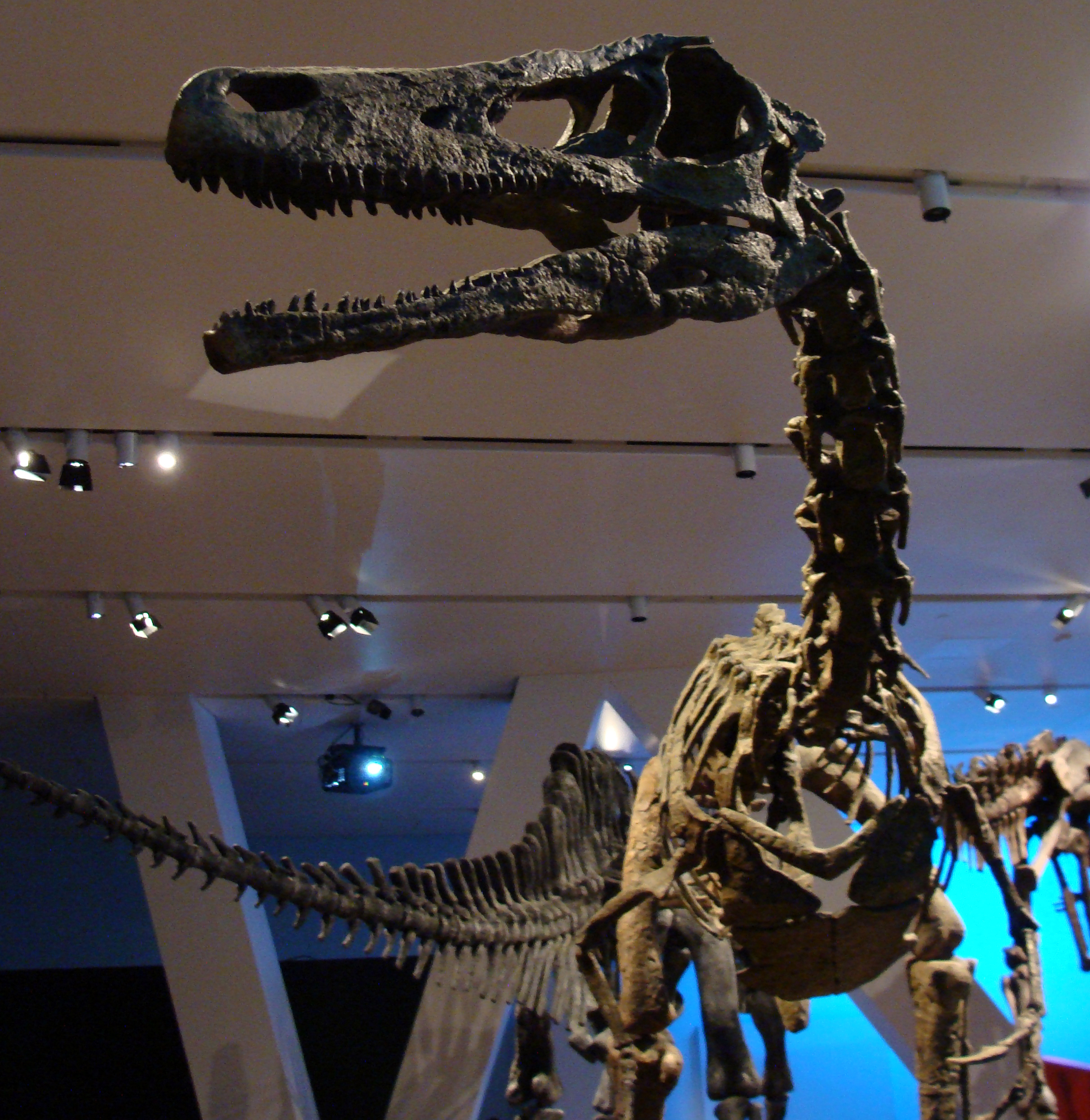
Esqueleto de Austroraptor en el Royal Ontario Museum, Toronto.

El espécimen fue recogido en 2002 por el equipo de Fernando Novas del Museo Argentino de Ciencias Naturales en el Bajo de Santa Rosa de la formación Allen, aproximadamente a 90 al sur oeste del pueblo de Lamarque, Provincia del Río Negro, Argentina. Consiste en un esqueleto parcial con el cráneo. El fósil fue preparado por Marcelo Pablo Isasi y Santiago Reuil. En 2008, la especie tipo Austroraptor cabazai fue nombrado y descrito por Fernando Novas Emilio, Diego Pol, Juan Canale, Juan Porfiri y Jorge Calvo.  El nombre del género Austroraptor significa "ladrón del Sur", se deriva del latín Austral en referencia a Suramérica meridional, y raptor por rapaz o ladrón y su especie A. cabazai, en honor a Héctor Cabaza, fundador del Museo Municipal de Lamarque, donde el ejemplar fuese parcialmente estudiado.
Phil Currie y Ariana Paulina-Carabajal en el año 2012 se hace referencia a un segundo espécimen, MML-220, que se encontró en 2008. Este espécimen, un esqueleto parcial con el cráneo de un individuo adulto ligeramente menor que el holotipo, también se encuentra en la colección del Museo Municipal de Lamarque en Argentina. Complementa el holotipo en varios elementos, principalmente la parte inferior del brazo, la mano y el pie.

## Clasificación
Un análisis cladístico de las características anatómicas de Austroraptor realizado por los descriptores lo coloca dentro de la subfamilia Unenlagiinae de Dromaeosauridae. Esta asignación se basa en las características observadas en los huesos del cráneo, los dientes, y la geometría y formación de elementos vertebrales de la muestra. Se determinó que Austroraptor era un pariente cercano de Buitreraptor , con el que comparte ciertas características derivadas de las vértebras del cuello.

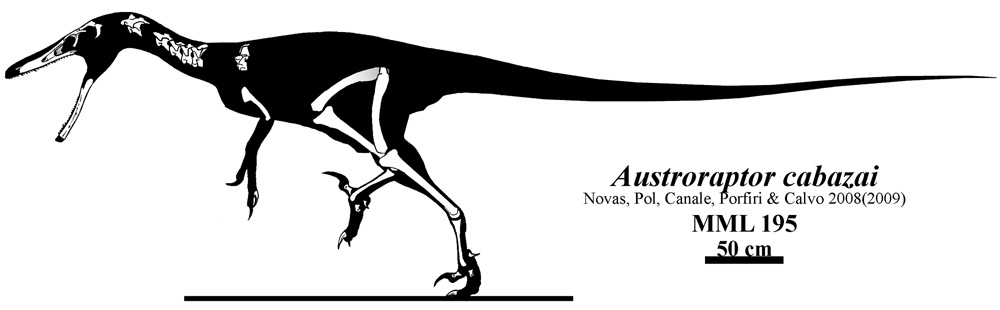
Restos del espécimen holotipo.

El siguiente cladograma está basado en el análisis filogenético realizado por Turner, Makovicky y Norellin en 2012, que muestra las relaciones de Austroraptor entre los otros géneros asignados al taxón Unenlagiinae :

|  | Buitreraptor                                               |
|  |                                                            |
|  | \| \| Austroraptor \| \| \| \| \| \| Unenlagia \| \| \| \| |
|  |                                                            |
|  | Austroraptor                                               |
|  |                                                            |
|  | Unenlagia                                                  |
|  |                                                            |

|  | Austroraptor |
|  |              |
|  | Unenlagia    |
|  |              |

|  | Buitreraptor                                               |
|  |                                                            |
|  | \| \| Austroraptor \| \| \| \| \| \| Unenlagia \| \| \| \| |
|  |                                                            |
|  | Austroraptor                                               |
|  |                                                            |
|  | Unenlagia                                                  |
|  |                                                            |

|  | Austroraptor |
|  |              |
|  | Unenlagia    |
|  |              |

## Paleoecología

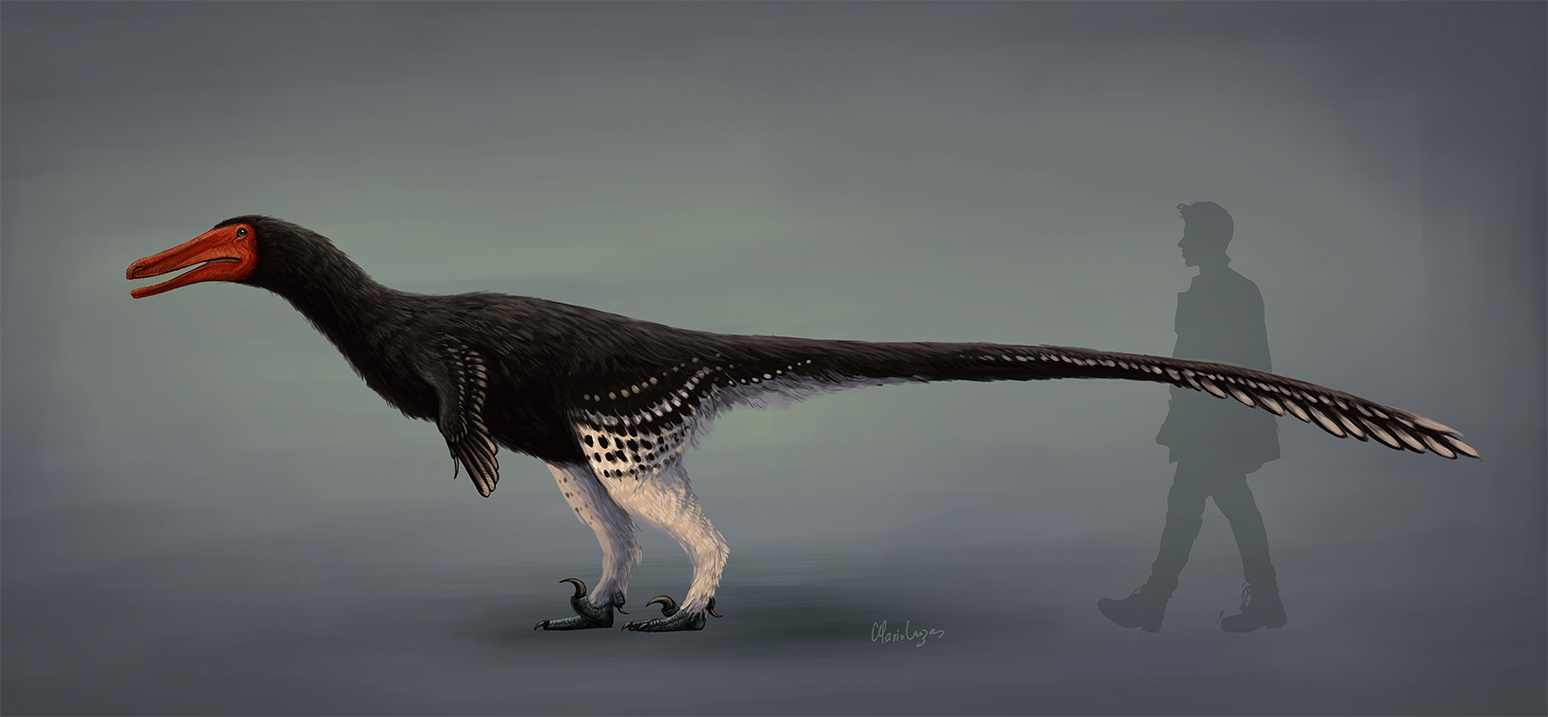
Reconstrucción de Austroraptor.

El nuevo descubrimiento aumenta la disparidad morfológica entre unenlaginidos, demostrando que durante el final del Cretácico este clado incluyó formas grandes, de brazos cortos junto con formas del tamaño de un cuervo, de largos brazos que posiblemente volaban. Este nuevo dinosaurio es el registro más joven de dromeosáuridos de Gondwana y representa un linaje previamente desconocido de depredadores grandes en la fauna del último cretáceo, dominadas principalmente por los abelisáuridos.
El espécimen fue encontrado en sedimentos terrestres que se depositaron durante el Maastrichtiano última etapa del período Cretácico, hace aproximadamente 70 millones de años. Austroraptor compartió su paleoambiente con los mamíferos tempranos, pterosaurios y los titanosáuridos Saltasaurus y Rocasaurus , que pueden haber servido como presa para este dromeosáurido.